# Dianthidium implicatum
Dianthidium implicatum là một loài Hymenoptera trong họ Megachilidae. Loài này được Timberlake mô tả khoa học năm 1948.